# الجيلالي بن المختار السباعي
الجيلالي بن أحمد بن المختار السباعي الإدريسي  هو فقيه ومجاهد وشاعر مغربي، ينحدر من قبيلة أولاد أبي السباع فخدة العبيدات ينتسب إلى عامر الهامل الإدريسي الحسني. ولد ضواحي مدينة مراكش. اشتهر بمقاومته الحملة الفرنسية على مصر سنة 1799م، وتأسيسه جيش الحجازيين.

## سيرة
ولد الجيلالي بن المختار السباعي ضواحي مراكش المغربية، حفظ القرآن الكريم في سن مبكر، درس عند عدة علماء مغاربة فتلقى عنهم العلوم الشرعية وعلوم اللغة، وجمع كثيرًا من العلوم مع اتساع الحفظ والباع في الأنظار والمفهوم اشتغل بالتدريس. ورحل إلى بلاد شنقيط (موريتانيا) ومصر لطلب العلم. سافر إلى الحجاز حاجًا. فتلقى عنه عدد من الطلاب في مختلف علوم اللغة والشريعة وذاع صيته في منطقة الغرب الإسلامي، فكان بارزًا بين علماء عصره. وترجم له تلميذه محمد التهامي الحميري فدعاه باسم «سيدي الجيلاني بن أحمد المختار السباعي»" كان صاحب الترجمة آية من آيات الله في الإتقان، والعلم والعرفان والإيقان، مع اتساع الحفظ والباع في الأنظار والمفهوم، بحيث لا يجارى في الحفظ ولا يبارى، ولا يغالب في صحة الفهم ولا يمارى، حتى قيل: إنه استجمع واستظهر كتاب (القاموس) حفظا واتقانا، وهذا أغرب ما يكون في هذا الزمان.
نجح الجيلالي بن المختار السباعي في تأسيس جيش الحجازيين وجمع قدر كبير من المال، فضلاً عن المتطوعين، ثم دارت المعارك المتتالية بين هؤلاء المتطوعين والفرنسيين في مدن وقرى صعيد مصر، وكيف تم التعاون بينهم وبين القوى المصرية من مماليك وقبائل عربية وغيرهم ضد العدو المشترك، حتى استشهد الجيلاني، وانهزمت قواته وتفرقت، بعد إغراق سفن نابليون في نهر النيل. واستشهد في إحدى المعارك، بعد أن تمكَّن مع أهل قنا من إغراق سفن نابليون بونابرت في نهر النيل.

## الحملة الفرنسية علىمصر
معركة سمهود هي أول المواجهات بين نابليون وقوات الجيلاني، وتعتبر هذه المعركة الفاصلة الثانية بعد سدمنت في 22 يناير عام 1799.
وقدر بونابرت جيش المصريين في مذكراته بسبعة آلاف من المشاة وألفين من عرب الحجاز بقيادة الشريف حسن.
والمعركة الثانية والفاصلة التي قادها الشيخ الجيلاني هي معركة القصير، حيث أقلع القائد كولوا بأسطوله من السويس في 2 فبراير عام 1799م، ووصل الأسطول الفرنسي أمام القصير في 7 فبراير عام 1799م، ولحظه السيئ وصل الأسطول ميناء القصير في نفس اللحظة التي كانت ترسو بها سفن الفوج الثاني من المتطوعين من أهل الحجاز بقيادة الجيلاني السباعي الهاشمي.
أصيب الشيخ النبيل الجيلالي السباعي في أشرس معركة جمعت المقاومة في الصعيد بالفرنسيين في موقعة البارود، ويعتبر نهر النيل شاهدا على المعركة الخالدة مع الفرنسيين التي كانت من أشرس وأصعب المعارك التي خاضتها الحملة الفرنسية خلال فترة وجودها في مصر.
وكان الأسطول الفرنسي الذي يتكون من 12 سفينة، عائد من جنوب مصر وأثناء مروره بمنطقة قفط، هاجم المصريون بما لديهم من أسلحة تقليدية، قوات الحملة الفرنسية وتمكنوا من قتل أكثر من 500 جندي فرنسي وتحطيم الأسطول الفرنسي وعلي رأسهم سفينة القيادة إيطاليا المخصصة لنابليون.
وقد وصف الفرنسيون معركة البارود بأنها أشد المعارك صعوبة وشراسة لأنها تسببت في إضعاف وهبوط الروح المعنوية للفرنسيين، في حين ذكرت بعض المراجع الفرنسية أن الجنود المشاركين في هذه المعركة كانوا من المرضى للتهوين من قوة المعركة وبسالة المصريين من أبناء قنا في الدفاع عن أرضهم.
وقد أُصيب الشيخ الجيلاني في إحدى هذه المعارك إصابة بالغة، وقضى 3 أيام في ضيافة الشيخ علي عبيد صديقه بقرية حجازة بقوص جنوب المحافظة ليرحل في اليوم الرابع متأثرًا بإصابته الخطيرة، قام أهالي حجازة بإقامة مدفن للشيخ بمندرة حجازة الموحدة التي تسمى الآن بمندرة “آل الشيخ” ليستقر جثمانه في المندرة الخاصة بهم ودفن الشيخ علي عبيد بجواره بعد وفاته.
يعتمد كتاب الرجل النبيل أخر المصادر التي تناولت شخصية الشيخ الجيلاني، على وثائق رسمية أو إلى كتابات مؤرخي الحملة الذين عايشوها أو عاصروها وشاهدوها بأم أعينهم، وكذلك السير الشعبية، إضافة إلى بعض قصص الحوادث التي مازالت في ذاكرة بعض أحفاد الذين شاركوا فيها وكتابة القصص التي وصلت متواترة من أكثر من راو للأحداث ومن قرى مختلفة.

## وفاته
توفي في قرية حجازة بمدينة قوص في قنا حيث يقع مقامه بجوار مقام صديقة الشيخ المجاهد القاضي علي عبيد قاضي الصعيد وكبير آل الشيخ بقرية حجازة قبلي في مدينة قوص.

## قيل عنه
قال الأوبري: «له من الحفظ ما تحار فيه الأفكار ويلتبس بشبهة الأنكار، يحكى عته أنه قال: ما ألقته ولو مرة أذني أو عيني في مخيلتي ارتسم نحو الستة أشهر في حفيظتي. وقد حدثني القيم على سيدنا عبد الله بن عباس في الطائف قال: خرج معنا مرة عشية فسردنا عليه نحواً من ثلاثة كراريس في الحديث جمعها بعض العلماء في تحريم لبس الحرير، ثم خرجنا من الغد فسردها علينا كلها من حفظه بمجرد سماعه، قال: وكان يقرأ التفسير بين العشاءين بالمسجد النبوي، فقضينا العجب من حفظه، وكان تفسير القرطبي قرأه في صغره حفظاً. قال: ووجه له السلطان مولاي سليمان مائتي دينار بالتثنية مع الفقيه الزروالي وقال له: إنها لم تدخل بيدي بل كما أتت من دار الأعشار بالرباط فاقبلها قال فقال له المترجم: إن كانت كما قلت فليقض دينه الذي عليه أو على أبيه فإن الدين لا يقضى إلا من الحلال، وأما أنا فأغناني الله عنها، وردها عليه».
قال الشيخ صالح الفلاني عنه:
«ورد علينا من المغرب حافظان محمد المجيدري من آل بارك الله والسباعي، يعني سيدي الجيلالي بن المختار، أحدهما يبقى ما في حفظه ستة أشهر، والآخر يبقى ما في حفظه عاماً » اهـ . أخذ المترجم له عن الحضيكي وأحمد أوز والرداني وغيرهم . نتصل به عن الشيخ أبي النصر الخطيب الدمشقي عن أبيه عن محمد بن مصطفى الرحمتي المدني عن المترجم عامة ماله».

## أعماله
قصيدة شعرية ترجع للجيلالي بن المختار السباعي بعنوان: كفى حَزَنًا بالهائم الصبِّ أن يرى
له رسائل عملية وإخوانية مخطوطة، شعره تقليدي، له مطولات منها في النبي تتسع لمقدمات غزلية وتعرج على الحنين إلى الديار، ومدح للصحابة والتعريف بجهادهم، ويتسم شعره بمثانة التركيب وقوة السبك، لغته معجمية وبلاغته قديمة، ويظهر فيها أثر البيئة العربية وثقافتها.